# نیتروژن قابل جذب مخمر

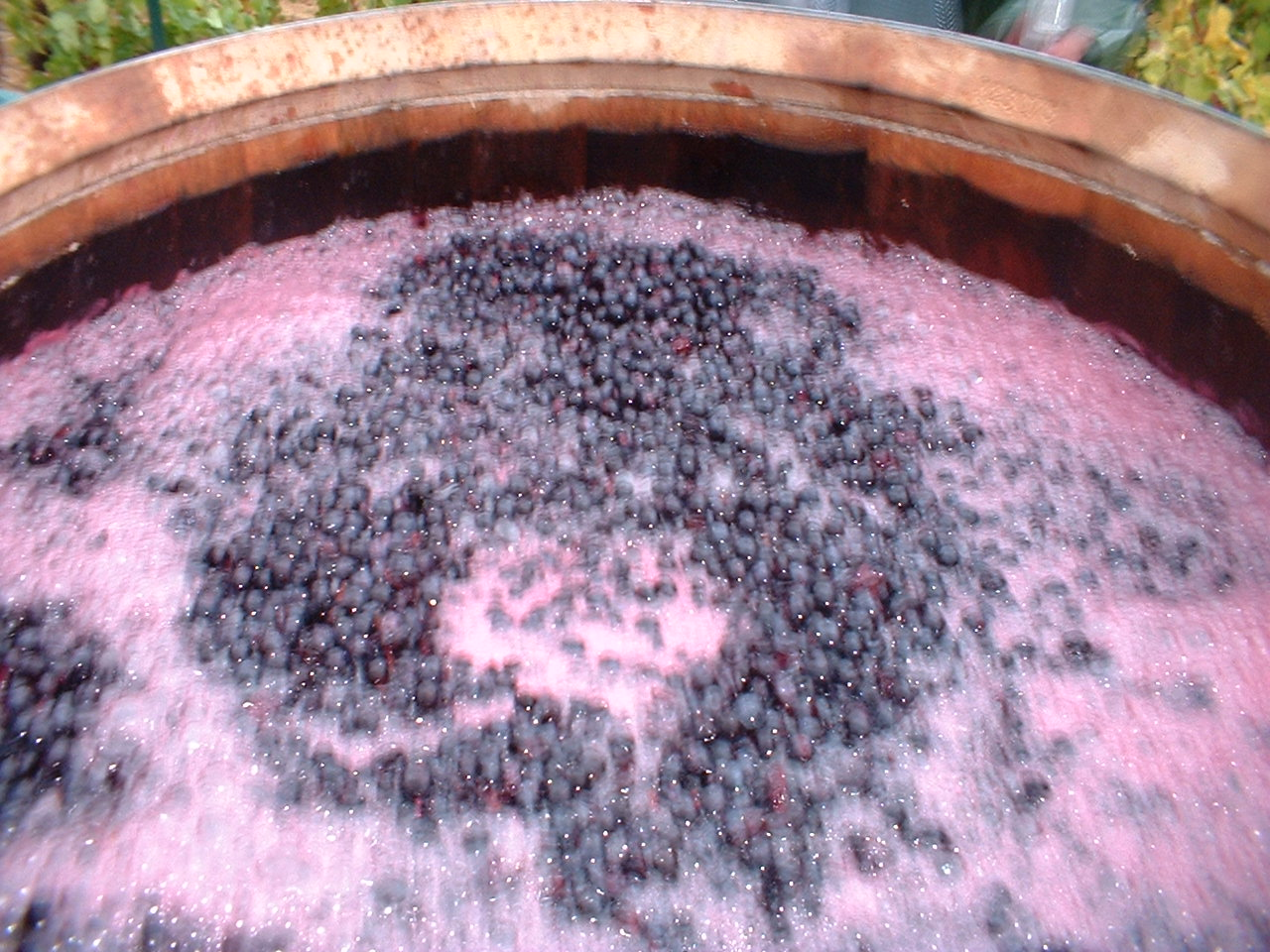
مخمرها به منبع قابل اعتمادی از نیتروژن در اشکالی نیاز دارند که بتوانند آن را جذب کنند تا تخمیر را با موفقیت کامل کنند.

نیتروژن قابل جذب مخمر ترکیبی از آمینو نیتروژن آزاد (FAN)، آمونیاک (NH 3) و آمونیوم (NH 4 +) است که برای مخمر دردسترس است.
به جز قندهای قابل تخمیر گلوکز و فروکتوز، نیتروژن مهمترین ماده مغذی مورد نیاز برای انجام یک تخمیر موفقیت‌آمیز است. شراب‌سازان اغلب منابع موجود YAN را با افزودنی‌های نیتروژنی مانند دی آمونیوم فسفات (DAP) تکمیل می‌کنند.
با این حال، افزودن مقادیر بیش از حد نیتروژن همچنین می‌تواند خطر ایجاد کند زیرا موجودات دیگر علاوه بر مخمر شراب می‌توانند از مواد مغذی استفاده کنند که شامل موجودات فاسد کننده مانند برتانومایسس، استوباکتر و باکتری‌های اسید لاکتیک از جنس لاکتوباسیلوس و پدیوکوکوس هستند.
مقدار YAN که شراب‌سازان در پوراب‌های انگور خود مشاهده می‌کنند به تعدادی از مؤلفه‌ها از جمله انواع انگور، ساقه زیرزمینی، خاک تاکستان و شیوه‌های کشت انگور (مانند استفاده از کودها و سایبان) و همچنین شرایط آب و هوایی باغ‌های خاص بستگی دارد.